# Епитрохоида
В геометрията епитрохоида е равнинна трансцендентна крива, описана от точка фиксирана спрямо окръжност, която се търкаля по външната страна на друга, направляваща, окръжност.

## Класификация и уравнение
Фиксирането на точката спрямо търкалящата се окръжност става с прекарване на отсечка, която свързва точката с центъра на окръжността. Взимат се под внимание два параметъра: d – дължината на получената отсечка и r – радиус на търкалящата се окръжност. В зависимост от отношението между тях разглеждаме:
- скъсена епитрохоида – при d < r, т.е. когато точката е вътрешна за окръжността;
- епициклоида – при d = r, т.е. когато точката принадлежи на окръжността;
- удължена епитрохоида – при d > r, т.е. когато точката е външна за окръжността.

Нека използваме горните означения, като ще добавим само R – радиус на направляващата окръжност. Тогава параметричните уравнения на епитрохоидата са:
{\displaystyle {\begin{cases}x(\theta )=(R+r)\cos \theta -d\ cos({\frac {R+r}{r}}\theta )\\y(\theta )=(R+r)\sin \theta -d\ sin({\frac {R+r}{r}}\theta )\end{cases}}},
където {\displaystyle \theta } е ъгълът, образуван от абсцисната ос и правата свързваща центровете на двете окръжности.

## Приложение
Техническо приложение епитрохоидата има в случая, когато R : r = 2 и d : r = 2 : 3. Това е формата на цилиндъра в моторите с роторно бутало, например на ванкеловия двигател, а обвивката на кривата определя формата на роторното бутало.